# بتریتا
بتریتا (به اسپانیایی: Botorrita) یک دهستان در اسپانیا است که در استان ساراگوسا واقع شده‌است. بتریتا ۱۹٫۸ کیلومتر مربع مساحت و ۵۴۰ نفر جمعیت دارد و ۳۹۴ متر بالاتر از سطح دریا واقع شده‌است.